# Fílac
Fílac (en grec antic Φύλακος), en la mitologia grega, fou un heroi grec, de la Tessàlia, fill de Deíon i de Diomede, filla de Xutos, i descendent d'Èol i de Deucalió.
Fundà la ciutat de Fílace, a la Ftiòtida, sobre la qual regnà. Tenia importants ramats, que formen part d'un dels treballs de Melamp.
Es casà amb Clímene, filla de Mínias, i és conegut, sobretot com a pare d'Íficle i d'Alcímede, la mare de Jàson.